# 雪山 (阿拉巴馬州)
雪山（英語：Snow Hill）是位於美國阿拉巴馬州威爾科克斯縣的一個非建制地區。該地的面積和人口皆未知。

## 地理
雪山的座標為32°00′18″N 87°00′25″W / 32.00500°N 87.00694°W，而該地的平均海拔高度為69米（即226英尺）。